# Sea Devils
Sea Devils (dt. "Meeresteufel", sinngemäß: "Teufelskerle der Meere") ist der Titel mehrerer Comicserien die zwischen 1960 und 1987 bei dem US-amerikanischen Verlag DC erschienen.

## Veröffentlichungsdaten
Die Serien handeln von einer gleichnamigen Gruppe waghalsiger Tiefseetaucher, die in den Weiten der Weltmeere allerlei Abenteuer erleben. Das Konzept für "Sea Devils" geht auf den Autoren Robert Kanigher zurück, der die Hauptcharaktere sowie das Ausgangsszenario das allen Abenteuern zugrunde liegt ersann. Die erste von Kanigher verfasste "Sea Devils"-Story erschien in der Ausgabe #27 der Comicserie Showcase – einer "Experimentalserie", in der der Verlag verschiedene Konzepte für neue Serien auf ihre Resonanz bei der Leserschaft antestete – die im August 1960 erschien. Visuell gestaltet wurde jenes erste Abenteuer der Sea Devils von dem Zeichner Russ Heath. Die Hefte der eigenständigen "Sea Devils"-Serie wurden von dem Autor Bob Haney verfasst und überwiegend von dem Künstler Chris Purcell gezeichnet.
Nachdem zwei weitere Abenteuer der Sea Devils in den Ausgaben #27-29 von Showcase erschienen, die sich in befriedigendem Maße verkauften, wurde dem Konzept 1961 eine eigene in zweimonatlichen Rhythmus erscheinende Serie gewidmet die sechs Jahre lang, bis zu ihrer Einstellung 1967 mit Ausgabe #35 fortgeführt wurde. Nachdem die Figuren lange Zeit lediglich als Nebenfiguren und "Gaststars" in anderen Reihen Verwendung fanden, wurde ihnen 1986 eine zweite Serie gewidmet, die bis 1987 lief.

## Handlung
Die Hauptfiguren beider "Sea Devils"-Serie und Mitglieder des "Sea Devils"-Teams sind: Dante Dorrance, der kluge und gutaussehende Anführer der Gruppe, Biff Bailey, der standardmäßige "Kraftprotz", Danes Freundin Judy Watson und ihr jüngerer Bruder Nicky Watson. Die vier lernen sich in der ersten Sea Devils-Geschichte in Showcase kennen, in der alle auf der Suche nach demselben Schatz sind: Sie beschließen zum Erreichen des gemeinsamen Ziels zusammenzuarbeiten und einigen sich – nachdem der Schatz geborgen ist – weiterhin zusammenzubleiben. Gemeinsam leben die vier "Teufel" hernach in einer betulichen Hafenstadt die als Ausgangspunkt nahezu aller ihrer Abenteuer dient. Ihre Abenteuer in den Tiefen der Meere lassen die Sea Devils auf für die 1960er Jahre typische figürliche Sci-Fi-Phantasien wie Meeresungeheuer, Außerirdische und einen sprechenden Gorilla treffen. Als gelegentliche "Gastmitglieder" stoßen im Verlauf der Serie der Afrikaner Molo, der Inder Sikki und der Südamerikaner Miguel als "International Sea Devils" zu den (amerikanischen) Sea Devils hinzu. Weitere wiederkehrende Charaktere sind einige tauchende Studenten, die "Tadpoles" (Kaulquappen), und der aus Atlantis stammende grünhäutige Mann namens "Man-Fish".